# Kricim
Kricim (în bulgară Кричим ) este un oraș în partea de sud a Bulgariei, pe Râul Văcea. Aparține de  Obștina Kricim, Regiunea Plovdiv.

## Demografie
Componența etnică a orașului Kricim
     Nicio identificare (17,87%)
     Turci (19,57%)
     Romi (6,7%)
     Bulgari (55,32%)
     Altele (0,52%)
La recensământul din 2011, populația orașului Kricim era de 8.409 locuitori. Din punct de vedere etnic, majoritatea locuitorilor (55,32%) erau bulgari, existând și minorități de turci (19,57%) și romi (6,7%). Pentru 17,87% din locuitori nu este cunoscută apartenența etnică.